# فيليكس كيربر
فيليكس كيربر (بالألمانية: Felix Kerber)‏ هو لاعب كرة قدم نمساوي، ولد في 25 أكتوبر 2002.

## وصلات خارجية
- فيليكس كيربر على موقع قاعدة بيانات كرة القدم.إي يو (الإنجليزية)
- فيليكس كيربر على موقع عالم كرة القدم.نت (الإنجليزية)